# Zaratán
Zaratán é um município da Espanha na província de Valladolid, comunidade autónoma de Castela e Leão, de área 20,21 km² com população de 4268 habitantes (2007) e densidade populacional de 104,34 hab/km².

## Demografia
| Variação demográfica do município entre 1991 e 2004 | Variação demográfica do município entre 1991 e 2004 | Variação demográfica do município entre 1991 e 2004 | Variação demográfica do município entre 1991 e 2004 |
| --------------------------------------------------- | --------------------------------------------------- | --------------------------------------------------- | --------------------------------------------------- |
| 1991                                                | 1996                                                | 2001                                                | 2004                                                |
| 1145                                                | 1221                                                | 1707                                                | 2115                                                |